# Sarıyer
Sarıyer is een Turks district in de provincie Istanboel met 273.407 inwoners (2007) alsook een stadsdeel aan de Europese zijde van de stad Istanboel. Het district heeft een oppervlakte van 161,9 km².
De bevolkingsontwikkeling van het district is weergegeven in onderstaande tabel.
| 1997    | 2000    | 2007    |
| ------- | ------- | ------- |
| 223.945 | 242.543 | 273.407 |